# Here's to the People
Albums de Sonny Rollins
Falling in Love with Jazz
(1989) Old Flames
(1993)
Here's to the People est un album du saxophoniste ténor Sonny Rollins sorti en 1991 sous le label Milestone. Il inclut le sextet habituel de Rollins à cette période qui est composé de Mark Soskin au piano, de Jerome Harris à la guitare, de son neveu Clifton Anderson au trombone, de son fidèle bassiste Bob Cranshaw et du batteur Steve Jordan. Les deux batteurs Jack DeJohnette et Al Foster rejoignent également les sessions d'enregistrement ainsi que le trompettiste Roy Hargrove sur deux morceaux.

## Réception
À propos de l'album, Scott Yanow écrit sur AllMusic qu'il trouve Rollins en bonne forme sur plusieurs titres et ajoute « rien de très innovant apparaît, mais la musique est assez agréable ». Au Billboard, l'album se classe 16e en 1992 dans la catégorie Top Jazz Albums.

## Titres
| N° | Titre                    | Compositeur                       | Durée |
| -- | ------------------------ | --------------------------------- | ----- |
| 1. | Why Was I Born?          | Oscar Hammerstein II, Jerome Kern | 6:36  |
| 2. | I Wish I Knew            | Mack Gordon, Harry Warren         | 7:45  |
| 3. | Here's to the People     | Sonny Rollins                     | 7:58  |
| 4. | Doc Phil                 | Sonny Rollins                     | 5:16  |
| 5. | Someone to Watch Over Me | George Gershwin, Ira Gershwin     | 9:38  |
| 6. | Young Roy                | Sonny Rollins                     | 6:39  |
| 7. | Lucky Day                | Ray Henderson                     | 5:13  |
| 8. | Long Ago (And Far Away)  | George Gershwin, Jerome Kern      | 5:34  |

## Enregistrement
Les morceaux sont enregistrés à New York en aout 1991, le 10 pour les titres 3 et 7, le 17 pour le titre 4, le 23 pour les titres 1, 5 et 8, puis les deux derniers titres (2 et 6) le 27.
| Musicien         | Instrument      | Titre        |  | Équipe technique               |              |
| ---------------- | --------------- | ------------ |  | ------------------------------ | ------------ |
| Sonny Rollins    | saxophone ténor | 1-8          |  | Sonny Rollins, Lucille Rollins | Producteur   |
| Clifton Anderson | trombone        | 3, 4, 7      |  | Richard Corsello               | Remixing     |
| Roy Hargrove     | trompette       | 2, 6         |  | Gene Curtis                    | Ingénieur    |
| Mark Soskin      | piano           | 1-8          |  | Phil Bray                      | Photographie |
| Jerome Harris    | guitare         | 1, 3-5, 7, 8 |  |                                |              |
| Bob Cranshaw     | basse           | 1-8          |  |                                |              |
| Steve Jordan     | batterie        | 3, 7         |  |                                |              |
| Jack DeJohnette  | batterie        | 1, 4, 5, 8   |  |                                |              |
| Al Foster        | batterie        | 2, 6         |  |                                |              |